# Columbina inca
Columbina inca là một loài chim trong họ Columbidae.

## Hình ảnh

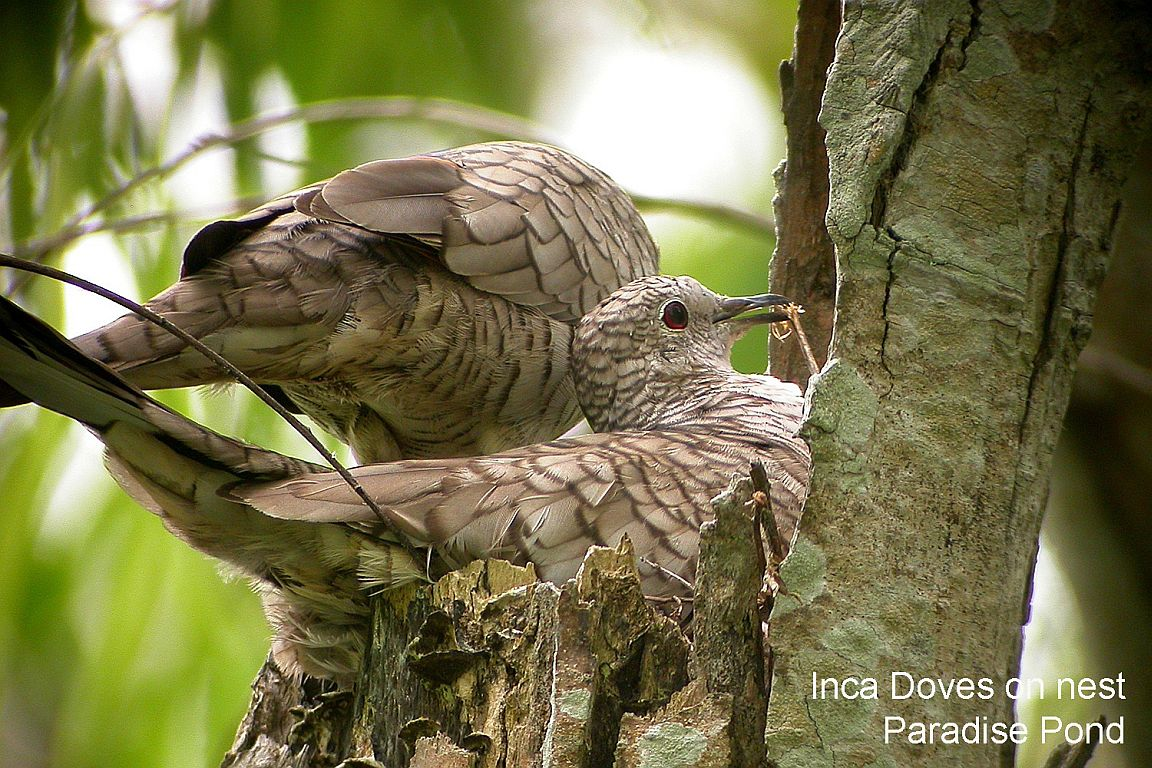
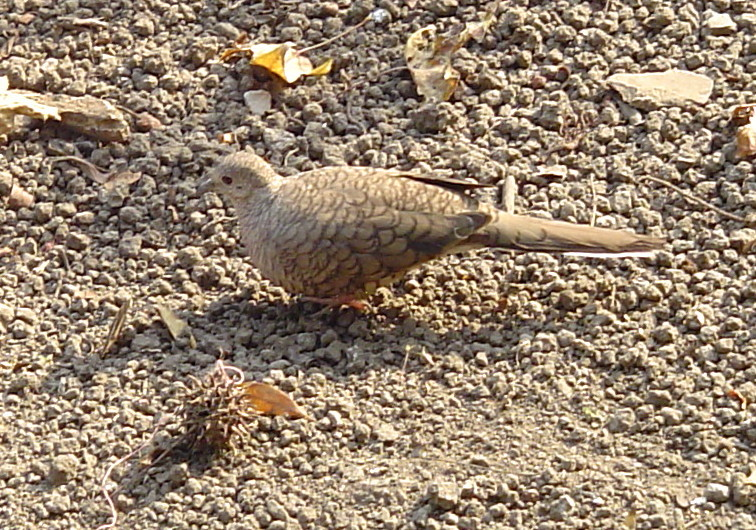